# Александар Петковић
Александар Петковић (Београд, 2. април 1929 — Београд, 28. октобар 2000) је био један од најпознатијих југословенских и српских филмских сниматеља.
Почетком 50 година почиње да се бави аматерским филмом и убрзо постаје један од заговорника алтернативне продукције. Снимао је аматерске филмове Душана Макавејева, Жике Павловића и других редитеља.

## Биографија
Образовао се у аматерском предузећу „Кино клуб Београд“ чији је био председник и одакле су изашли знаменити филмски аутори као што су: Живојин Павловић, Кокан Ракоњац, Марко Бабац, Вуксан Луковац, Ђорђе Кадијевић и други. Био је човек невероватног еруптивног изворног талента и филмског знања.
Запажена је његова камера у дугометражним остварењима Ђорђа Кадијевића , Марка Бабца, Кокана Ракоњца, Торија Јанковића, Бранка Плеше, Миће Поповића, Александра Петровића, Миће Милошевића, Милана Јелића, Живојином Павловића. Био је сниматељ једног од најгледанијих филмова у биоскопима широм бивше Југославије Тесна кожа из 1982. године.
Снимао је тв филмове и серије међу којима му је најбољи пројекат био серија Вук Караџић.
Осим сниматељског рада, бавио се режијом оставивши иза себе три наслова: Тамо и натраг, Хајдук, Дивљи ветар.
По њему на Фестивалу ауторског филма у Београду се додељује награда „Александар Петковић Петко“ за најбољи сниматељски рад. Био је у браку са познатим маскером и шминкером Станиславом Зарић.

## Филмографија
| Год.       | Назив                                       | Улога                                       |
| ---------- | ------------------------------------------- | ------------------------------------------- |
| 1960.-те   |                                             |                                             |
| 1962.      | Капи, воде, ратници                         | директор фотографије                        |
| 1963.      | Дани                                        | директор фотографије                        |
| 1963.      | Град                                        | директор фотографије                        |
| 1964.      | Издајник                                    | директор фотографије                        |
| 1964.      | Лито виловито                               | директор фотографије                        |
| 1965.      | Ко пуца отвориће му се                      | директор фотографије                        |
| 1965.      | Човек није тица                             | директор фотографије                        |
| 1965.      | Непријатељ                                  | директор фотографије                        |
| 1966.      | Повратак                                    | директор фотографије                        |
| 1967.      | Љубавни случај или трагедија службенице ПТТ | директор фотографије                        |
| 1967.      | Дивље семе                                  | директор фотографије                        |
| 1967.      | Деца војводе Шмита                          | директор фотографије                        |
| 1967.      | Пошаљи човека у пола два                    | директор фотографије                        |
| 1967.      | Празник                                     | директор фотографије, сценариста            |
| 1968.      | Пре истине                                  | директор фотографије                        |
| 1968.      | Делије                                      | директор фотографије                        |
| 1968.      | Поход                                       | директор фотографије                        |
| 1969.      | Зазидани                                    | директор фотографије                        |
| 1970.-те   |                                             |                                             |
| 1970.      | Лилика                                      | директор фотографије                        |
| 1970.      | Реквијем                                    | директор фотографије                        |
| 1970.      | Природна граница                            | директор фотографије                        |
| 1970.      | Са друге стране                             | директор фотографије                        |
| 1971.      | Путовање на мјесто несреће                  | директор фотографије                        |
| 1971.      | Чудо                                        | директор фотографије                        |
| 1971.      | Бубашинтер                                  | директор фотографије                        |
| 1971.      | Мистерије организма                         | директор фотографије                        |
| 1972.      | Униформе                                    | директор фотографије                        |
| 1972.      | Звезде су очи ратника                       | директор фотографије                        |
| 1972.      | Пуковниковица                               | директор фотографије, сарадник на сценарију |
| 1972.      | Друштвена игра                              | директор фотографије                        |
| 1973.      | Наше приредбе                               | директор фотографије                        |
| 1973.      | Бела кошуља                                 | директор фотографије                        |
| 1973.      | Сутјеска                                    | сниматељ друге камере                       |
| 1974.      | Заклетва (ТВ)                               | директор фотографије                        |
| 1974.      | Димитрије Туцовић                           | директор фотографије                        |
| 1975.      | Црвена земља                                | директор фотографије                        |
| 1975.      | Тестамент                                   | директор фотографије                        |
| 1976.      | Аранђелов удес (ТВ)                         | директор фотографије                        |
| 1976.      | Београдска деца (ТВ)                        | директор фотографије                        |
| 1976.      | Марија (ТВ)                                 | директор фотографије                        |
| 1976.      | Мурталов случај (ТВ)                        | директор фотографије                        |
| 1976.      | Од пет до седам (ТВ)                        | директор фотографије                        |
| 1976.      | Последње наздравље (ТВ)                     | директор фотографије                        |
| 1976.      | Влајкова тајна (ТВ)                         | директор фотографије                        |
| 1976.      | Чувар плаже у зимском периоду               | директор фотографије                        |
| 1977.      | Никола Тесла (ТВ серија)                    | директор фотографије                        |
| 1977.      | Пас који је волео возове                    | директор фотографије                        |
| 1978.      | Квар                                        | директор фотографије                        |
| 1978.      | Тамо и натраг                               | редитељ                                     |
| 1980.-те   |                                             |                                             |
| 1980.      | Посебан третман                             | директор фотографије                        |
| 1980.      | Хајдук (филм)                               | редитељ                                     |
| 1980.      | Светозар Марковић                           | директор фотографије                        |
| 1981.      | Светозар Марковић (ТВ серија)               | директор фотографије                        |
| 1981.      | Берлин капут                                | директор фотографије                        |
| 1981.      | Лаф у срцу                                  | директор фотографије                        |
| 1981.      | Лов у мутном                                | директор фотографије                        |
| 1982.      | 13. јул                                     | сниматељ друге екипе                        |
| 1982.      | Саблазан                                    | директор фотографије                        |
| 1982.      | Недељни ручак                               | директор фотографије                        |
| 1982.      | Тесна кожа                                  | директор фотографије                        |
| 1983.      | Задах тела                                  | директор фотографије                        |
| 1984.      | Варљиво лето 68                             | директор фотографије                        |
| 1984.      | Уна                                         | директор фотографије                        |
| 1986.      | Развод на одређено време                    | директор фотографије                        |
| 1986.      | Дивљи ветар                                 | редитељ                                     |
| 1987.      | Место сусрета Београд (ТВ)                  | директор фотографије                        |
| 1987-1988. | Вук Караџић                                 | директор фотографије                        |
| 1989.      | Балкан експрес 2 (ТВ серија)                | директор фотографије                        |
| 1989.      | Балкан експрес 2 (филм)                     | директор фотографије                        |
| 1989.      | Атоски вртови - преображење                 | директор фотографије                        |
| 1989.      | Вампири су међу нама                        | директор фотографије                        |
| 1990.-те   |                                             |                                             |
| 1990.      | Почетни ударац                              | сниматељ друге екипе                        |
| 1990.      | Цубок                                       | консултант за фотографију                   |
| 1990.      | Свето место                                 | директор фотографије                        |
| 1991.      | Заборављени (ТВ серија)                     | сниматељ друге екипе                        |
| 1991.      | Брод плови за Шангај                        | директор филма                              |
| 1992.      | Жикина женидба                              | директор фотографије                        |
| 1992.      | Дезертер                                    | директор фотографије                        |
| 1993.      | Обрачун у Казино кабареу                    | директор фотографије                        |
| 1993.      | Горила се купа у подне                      | директор фотографије                        |
| 1993.      | Нападач (филм)                              | директор фотографије                        |
| 1994.      | Вуковар, једна прича                        | директор фотографије                        |
| 1995.      | Тераса на крову                             | директор фотографије                        |
| 1995.      | Трећа срећа                                 | директор фотографије                        |
| 1996.      | Довиђења у Чикагу                           | директор фотографије                        |
| 2000.-те   |                                             |                                             |
| 2002.      | Држава мртвих                               | директор фотографије                        |